# 仲原 (粕屋町)
仲原（なかばる）は、福岡県糟屋郡粕屋町の町名。大字仲原と仲原一丁目から三丁目、甲仲原一丁目から四丁目が設置されている。2023年（令和5年）10月末日現在の人口は大字仲原が5,259人、仲原一丁目～三丁目が3,535人、甲仲原一丁目～四丁目が1,749人。郵便番号は仲原が811-2304、甲仲原が811-2315。

## 地理
粕屋町西部に位置する。北に柚須・阿恵、北東に原町、東に花ヶ浦・駕与丁、南東に酒殿、南から南西に志免町、西に福岡市東区と接する。

## 歴史
1889年（明治22年）の町村制施行時に糟屋郡仲原村が成立。1957年（昭和32年）3月31日に仲原村は糟屋郡大川村と合併して糟屋郡粕屋町の一部となる。
産業は糟屋炭田の石炭産業が栄えた。須惠村新原　に創業した海軍新原採炭所から伝わった、旧日本国有鉄道志免鉱業所の排気専用斜坑であった、仲原坑が設置されて居た。

### 町域の変遷
| 住居表示実施後               | 実施年月日         | 住居表示実施前             |
| ---------------------------- | ------------------ | -------------------------- |
| 仲原一丁目から仲原三丁目     | 2011年（平成23年） | 大字仲原の一部             |
| 甲仲原一丁目から甲仲原四丁目 | 2012年（平成24年） | 大字仲原・大字酒殿の各一部 |

## 施設
消防
- 粕屋南部消防組合中部消防署

教育
- 粕屋町立仲原小学校
- 粕屋町立仲原幼稚園
- 粕屋町立仲原保育所
- 粕屋町立粕屋中学校
- 粕屋町立粕屋西小学校
- 粕屋町立西幼稚園
- 粕屋町立西保育所

## 交通

### 道路
県道
- 福岡県道24号福岡東環状線
- 福岡県道607号福岡篠栗線

### 鉄道
地区の北部をJR福北ゆたか線が通過するが駅はない。

### バス
西鉄バス
- 県道607号沿いおよびイオンモール福岡方面にバス停がある。